# Simon Mária Etelka
Simon Mária Etelka, eredeti nevén Simon Erzsébet (Medgyesegyháza, 1898. február 28. – Kiskunmajsa, 1944. október 22.) iskolanővér, vértanú, akinek boldoggá avatási eljárása elkezdődött.

## Élete
Ötgyermekes, evangélikus vallású, vasutas családból származik. A családfőt, Simon Mihályt 1905-ben áthelyezték a Krassó-Szörény vármegyei Gavosdiára. A kis Erzsébet innen járt át a közeli Lugosra, ahol iskolanővérek oktatták az elemi ismeretekre. 1910-ben a család ismét költözött: Simon Mihály vasutast Gavosdia vasútállomásról Szegedre vezényelték át. Simon Erzsébet az iskolanővéreknél végezte el a négy polgárit, majd 1921-ben a Szeged Szabad Királyi város női felsőkereskedelmi iskolájában érettségizett le.
Két év múlva felvételét kérte a szegény iskolanővérek kongregációjába. 1923. október 31-én a debreceni Szent Anna-plébániatemplomban tette le a katolikus hitvallást. Jelöltként a Svetits Intézetben elvégezte a tanítónőképzőt, 1925-ben oklevelet kapott.
1926. augusztus 28-án a szegedi tartományi házban kezdte meg kétéves újoncidejét, 1928. augusztus 19-én tette le az első fogadalmat. Immár iskolanővérként a kiskunmajsai elemi népiskolában nagy lelkesedéssel kezdte meg pedagógiai működését. Kiváló tanítónőnek bizonyult. Állandóan képezte magát, néhány év elteltével már mintatanításokat tartott. Igényes volt, ugyanakkor meleg szívű, temperamentumos. Különös gonddal ügyelt a szegény, tanyasi családból érkezett gyermekekre. Leleményesen minden alkalmat kihasznált, hogy tanítványai lelki, szellemi érlelődését elősegítse.
Már az elemi iskola igazgatójaként elvégezte a tornatanár-képzőt, tornaterem híján a zárda udvarán vagy egy osztályteremben gyakorlatoztatta a kicsiket és a polgáristákat. Eközben ünnepélyeket rendezett, szakelőadásokat tartott, az iskolai tornavizsga színpompás látványára pedig mindig megmozdult a fél város. Karácsonykor és év végén ruhával, lábbelivel, könyvekkel látta el a rászoruló családokat. Sodróan lendületes, munkás életet élt, szinte kifogyhatatlan energiája egyre mélyülő imaéletéből fakadt. 1935-ben Szegeden kötelezte el magát végleg a szerzetesi életnek: letette örök fogadalmát.
A háború kitörésekor légvédelmi és légoltalmi tanfolyamot végzett majd utána tartott is. Két nővértársával 1941-ben és 1943-ban Észak-Erdély falvaiban missziós körutat tett. A szövetségesek bombázása keményen sújtotta Szegedet és a kunsági helységeket is. A nővérek, miután biztonságba helyezték a gyermekeket, a kápolnában és a rádió mellett térdelve hallgatták a tragikus szőnyegbombázások híreit, s imádkoztak, engeszteltek, osztoztak az egész meggyötört ország fájdalmában.
1944 májusában ünnepelték a kiskunmajsai zárdaiskola alapításának 50. évfordulóját. Hálaadó ünnepi beszédében Etelka nővér „pokoli erők tombolásáról” szólt, majd a júniusi – évzáró utáni – lelkigyakorlaton üldöztetésről, halálról, vértanúságról elmélkedett. Augusztus 31-i feljegyzése: „Együtt a közösség. Búcsúzik az egyéni és nemzeti szenvedésekkel annyira telített munkaévtől és beletekint a sejtelmes jövőbe. De amíg élnünk lehet és élnünk szabad, egyetlen dallam csendül ki szívünkből, lelkünkből, egyet ütemez munkánk és szenvedésünk, életünk és halálunk: Téged Isten dicsérünk!”

## Halála
1944 októberében a szovjet csapatok elérték a várost. Egy csoportjuk 22-én este rátört a zárdára. A nővérek az ablakon át menekültek a plébánia irányába. Ekkor egy szovjet katona gépfegyver sorozattal leterítette Etelka nővért. A katonák egy templom közeli árokba húzták és földet szórtak a még feltehetően élő nővérre. Társai napokig nem tudtak hollétéről, majd megtalálták félig elföldelve. Október 25-én, az éj leple alatt, koporsó nélkül, titokban temették el a kiskunmajsai temetőben.

## Emlékezete
A kiskunmajsai Szent Gellért Katolikus Általános Iskola falán 2005 óta márványtábla őrzi emlékét.
Hevér Zoltán filmrendező 18 perces TV filmet készített róla.
Puskely Mária könyvet írt róla .